# Netizen
Un netizen (chiamato più raramente anche cybercitizen) è una persona che partecipa attivamente alla vita di Internet talvolta con lo scopo di migliorarlo.

## Etimologia e storia
L'origine della parola "netizen", che fonde i termini net (lett. "rete") e citizen (lett. "cittadino"), si attribuisce a Michael Hauben, che l'avrebbe coniata nel 1996. Secondo Hauben:
Stando a quanto dichiarò Stefano Rodotà durante la XXI Conferenza mondiale sulla privacy, "netizen" «non è solo una parola, ma un nuovo concetto di dignità e libertà per l'età dell'informazione.»
Il termine è stato utilizzato in saggi e articoli con argomentazioni riguardanti l'informatica e l'età dell'informazione e quelli riguardanti le utenze online cinesi e sudcoreane. Ha suscitato reazioni controverse il linguaggio virtuale utilizzato e diffuso, anche all'infuori di Internet, dai netizen cinesi, anche conosciuti come wăngmín (网民S): se da un lato è considerato un segno di sviluppo e progresso della lingua cinese contemporanea, dall'altro è considerato come un mezzo in grado di intaccare la bellezza della lingua standard.